# ブアローイ

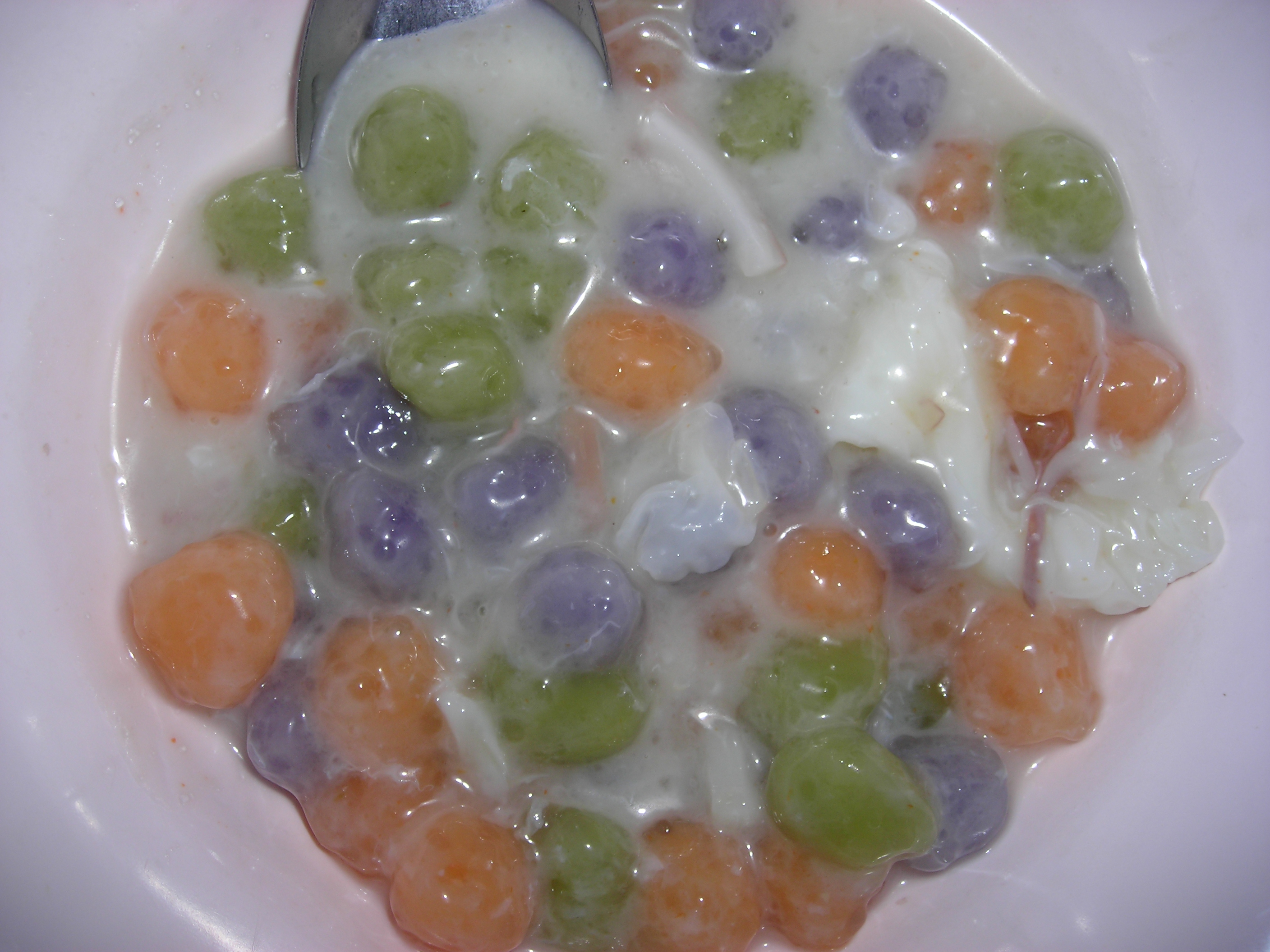
ブーアローイカイワン （ブーアローイの一種）

ブアローイ（タイ語: บัวลอย、IPA: [buːa lɔːj]、原義：「水に浮かぶ睡蓮」）は、タイの菓子である。米粉を練って丸め団子を作り、ココナッツミルクと砂糖を合わせたもの。  